# مسمع بن مالك بن مسمع
مسمع بن مالك بن مسمع الربعي البصري هو سيد بكر بن وائل بالبصرة، خلفاً لأبيه مالك بن مسمع، عيّنَه عبد الملك بن مروان والياً على سجستان، كان مسمع شريفاً سيداً حليماً لا يُقدَّم عليه أحد من ربيعة في زمانه، وكان جواداً سخياً، وفدَ على عبد الملك، وأقطعه عبد الملك قطيعةً، قال خليفة: كتب عبد الملك بن مروان إلى الحجاج؛ أن ول مسمع بن مالك سجستان، فولاه، فلم يزل عليها حتى مات.

## نسبه وذريته
مسمع بن مالك بن مسمع ابن شيبان بن شهاب بن علقمة بن عباد بن عمرو بن ربيعة بن ضبيعة بن قيس بن ثعلبة ويقال: مسمع بن مالك بن مسمع بنقلع، وقلع لقب واسمه علقمة بن عمرو بن عباد، ويقال: ابن عباد بن عمرو بن جحدر، أبو سيار الربعي، البصري، وكان أبرص، وكان ابنُهُ عبدُ الملك بن مسمع بن مالك مِن وجوه البصرة وفدَ على عبد الملك، وصار والياً للسند، قال ابن حزم في جمهرة أنساب العرب "عون ومسمع، يُكنى أبا سيار، ابنا مالكٍ، خرجا مع إبراهيم أيضاً، ومن ولد مسمع هذا: الأمير المسمعي صاحب فارس، وهو إبراهيم بن عبد الله بن إبراهيم بن جعفر بن عبد الملك بن ممسمع بن مالك بن مسمع بن شهاب بن قلع."

## من أخباره
قال حرب الكرماني: وسمعت إسحاق مرة أخرى يقول: إذا أدرك الرجل الختان فلم يختتن، فإنه يخشى عليه ما قال ابن عباس، إلا أن يكون أسلم وهو شيخ كبير يخشى على نفسه فحينئذ لا يختتن، وهو في أعماله كمن اختتن؛ لأنه ترك ذلك للعلة.
قال حرب: حدثنا إسحاق قال: ثنا معتمر، عن سلم بن أبي الذيال، عن الحسن قال: بلغني أن مسمع بن مالك عمد إلى أشياخ من كسكر ففتشهم فوجدهم ليسوا بمختتنين، فأمر بهم فختنوا في شدة هذا البرد، فمات بعضهم، ولقد أسلم مع رسول اللَّه -صلى اللَّه عليه وسلم- الرومي والفارسي والحبشي، فما فتش أحدًا منهم، أو ما بلغني أنه فتش أحدًا منهم.